# سرگئی کوچکانیان
سرگئی لوونی کوچکانیان (ارمنی: Սերգեյ Կոչկանյան؛ روسی: Сергей Левонович Кочканян؛ زادهٔ ۵ مهٔ ۲۰۰۳) بازیکن فوتبال در پست مدافع اهل ارمنستان-روسیه است.

## باشگاهی
از باشگاه‌هایی که در آن بازی کرده‌است می‌توان به باشگاه فوتبال روستوف اشاره کرد.

## تیم ملی
وی همچنین در تیم ملی فوتبال زیر ۲۱ سال ارمنستان بازی کرده‌است.